# هنری بریگز
هنری بریگز (انگلیسی: Henry Briggs (mathematician)؛ فوریه ۱۵۶۱ – ۲۶ ژانویهٔ ۱۶۳۰) یک دانشمند در زمینه ریاضی‌دان و ستاره‌شناس اهل بریتانیا بود.